# Nuestra Belleza México 2005
Nuestra Belleza México 2005 fue la 12.ª edición del certamen Nuestra Belleza México la cual se realizó en el Antiguo Taller de Locomotoras de la ciudad de  Aguascalientes, Aguascalientes el viernes 2 de septiembre de 2005. Treinta y tres candidatas de toda la República Mexicana compitieron por el título nacional, el cual fue ganado por Priscila Perales de Nuevo León quien compitió en Miss Universo 2006 en Los Ángeles, California logrando colocarse dentro del Top 10. Perales fue coronada por la Nuestra Belleza México saliente Laura Elizondo, convirtiéndose en la cuarta neoleonesa en ir a Miss Universo
El título de Nuestra Belleza Mundo México 2005 fue ganado por Karla Jiménez de Puebla quien compitió en Miss Mundo 2006 en Polonia logrando colocarse dentro del Top 17. Jiménez fue coronada por la Nuestra Belleza Mundo México saliente Dafne Molina, convirtiéndose en la segunda poblana en ir a Miss Mundo.
Este año se estableció la mecánica "Reina de Un Millón", proporcionando una nueva estructura de premiación para las candidatas a los eventos internacionales con la finalidad de incentivar su participación y conseguir aumentar el interés del público por nuestras representantes.
El Reconocimiento "Corona al Mérito" fue para Blanca Soto Nuestra Belleza Mundo México 1997 y Miss Verano Viña del Mar 1997 por su destacada trayectoria como reina de belleza y modelo.
A finales del 2005 se hizo oficial la designación de Daniela de Jesús de Baja California Sur como representante del país en el Reinado Internacional del Café 2006 en Colombia. A inicios del 2006 se hizo oficial la designación de Diana Jiménez de Zacatecas rumbo a la primera edición de Miss Continente Americano 2006 en Ecuador. También se hizo oficial la designación de Cindy Cajuste de Veracruz rumbo a Miss Costa Maya International 2006 en Belice logrando colocarse como 1.ª Finalista.
En 2007 la organización nacional recuperó la franquicia de Miss Internacional y designó oficialmente a Priscila Perales para representar al país en Miss Internacional 2007 en Japón, logrando coronarse como la primera mexicana en la historia en ganar dicho título.

## Resultados
| Posición                          | Candidata |
| Nuestra Belleza México 2005       | - Nuevo León - Priscila Perales |
| Nuestra Belleza Mundo México 2005 | - Puebla - Karla Jiménez |
| 1.ª Finalista                     | - Baja California Sur - Daniela Cosío Δ |
| 2.ª Finalista                     | - Jalisco - Ana Paola Sifuentes |
| 3.ª Finalista                     | - Tamaulipas - Julia Muñoz § |

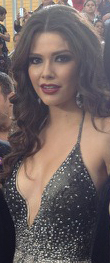
Ana Patricia Gámez, designada por Sonora 2006 y Nuestra Belleza Latina 2010

| Top 10                            | - Baja California - Marcela Rubio Δ - Distrito Federal - Priscila Valles - Guanajuato - Ángela Sandoval - Veracruz - Cindy Cajuste - Zacatecas - Diana Jiménez |
| Top 20                            | - Aguascalientes - Vanessa Castro - Baja California - Yovana Torres - Baja California Sur - Irina Trasviña - Distrito Federal - Stephanie Pavlovich - Durango - Arlene Nevarez - Morelos - Natalia Peréz - Puebla - Irantzu Herrero Δ - Quintana Roo - Erika Aruello - Tamaulipas - Lorena Ramos - Yucatán - Mariana Ancona Δ |

- § Votada por las concursantes para completar el cuadro de 15 semifinalistas.
- Δ Ganadoras de los Fast-track que otorgan el pase directo al cuadro de 15 semifinalistas.

## Áreas de competencia

### Semifinal
Por tercer año consecutivo, la competencia preliminar fue realizada en el programa "Hoy" unos días antes de la competencia final. Previo al final del evento, todas las candidatas compitieron en traje de baño y expresión corporal como parte de la selección de las 15 candidatas quienes completarían el top 20 (ya que 5 candidatas tuvieron el pase directo al Top 20 por ganar alguno de los 5 premios otorgados por la Organización en base a su desempeño durante el periodo de concentración previo al evento final). El nombre de las 15 concursantes que formaron parte del Top 20 fue revelado al final de la competencia semifinal, estás 20 semifinalistas viajaron al estado sede para la competencia final. La conducción del evento estuvo a cargo de Andrea Legarreta y Ernesto Laguardia.

#### Jurado Preliminar
Estos son los miembros del jurado preliminar, que eligieron a las 15 semifinalistas que completarían el Top 20 durante la competencia semifinal, luego de ver a las candidatas en pasarela:
- Blanca Soto - Nuestra Belleza Mundo México 1997 y modelo internacional
- Carlos Moreno - Productor de televisión
- Cecilia Gabriela - Actriz
- Lissete Trepaud - Gerente de moda de OCESA
- José Quiñones - Coordinador de moda
- Fefi Mauri - Directora de una agencia de modelos
- Gustavo Elguera - Diseñador de accesorios

### Final
La gala final fue transmitida en vivo a través del Canal de las Estrellas para todo México desde el Antiguo Taller de Locomotoras de la ciudad de  Aguascalientes, Aguascalientes el viernes 2 de septiembre de 2005. La conducción del evento estuvo a cargo de Jacqueline Bracamontes y Juan José Origel acompañados de Cecilia Galliano, Silvia Salgado, Vilma Zamora, Dafne Molina, Pía Marín y Oscar Schekaiban en el backstage.
- Las 20 semifinalistas desfilaron en una ronda de autopresentación, donde salieron de la competencia 10 de ellas.
- Las 10 semifinalistas desfilaron en traje de baño y vestido de noche, posteriormente 5 de ellas fueron eliminadas.
- Las 5 finalistas se sometieron a una pregunta final y posteriormente dieron una última pasarela, donde el panel de jueces consideró la impresión general que dejó cada una de las finalistas para votar y definir posiciones finales.

#### Jurado Final
Estos son los miembros del jurado que evaluaron a las concursantes:
- Barbára Rubín - Coordinadora de imagen
- Alfonso Waithsman - Maquillista de las estrellas
- Leticia Murray - Nuestra Belleza México 1999
- Luis Escoy - Cirujano plástico
- Laura de la Torre - Directora de marca Fuller
- Alan Loranga - Psicoterapeuta
- Silvia Pinal - Actriz y productora de televisión
- Juan José Origel - Periodista y conductor de televisión
- Silvia Salgado - Nuestra Belleza México 1998
- Adrián Sánchez - Empresario

#### Entretenimiento
- Intermedio: Reik interpretando "Qué vida la mía"
- Intermedio: Benny Ibarra interpretando "Cada paso"
- Intermedio: Elefante interpretando "Durmiendo con la luna"
- Intermedio: Emmanuel interpretando "La chica de humo"

### Premios Especiales
| Premio                         | Candidata                             |
| Nuestra Modelo                 | - Baja California Sur - Daniela Cosío |
| Las Reinas Eligen              | - Tamaulipas - Julia Muñoz            |
| Nuestro Talento                | - Puebla - Irantzu Herrero            |
| Nuestra Belleza en Forma       | - Baja California - Marcela Rubio     |
| Premio Académico               | - Yucatán - Mariana Ancona            |
| Reina de Belleza Fuller        | - Nuevo León - Priscila Perales       |
| Nuestra Belleza Fotogenia      | - Nuevo León - Priscila Perales       |
| Mejor Piel Palmolive Optims    | - Distrito Federal - Priscila Valles  |
| Mejor Cabello Palmolive Optims | - Guanajuato - Ángela Sandoval        |

## Candidatas
| Estado              | Candidata                          | Edad | Estatura | Residencia       |
| Aguascalientes      | Vanessa Castro Delgado             | 18   | 1.68     | Aguascalientes   |
| Baja California     | Yovana Torres Ortiz                | 23   | 1.70     | Tijuana          |
| Baja California     | Marcela Rubio Villarreal           | 22   | 1.74     | Mexicali         |
| Baja California Sur | Daniela de Jesús Cosío             | 19   | 1.80     | La Paz           |
| Baja California Sur | Irina Trasviña Mar                 | 23   | 1.74     | La Paz           |
| Campeche            | Sonia Carolina Tatua Castilla      | 20   | 1.70     | Campeche         |
| Coahuila            | Bessie Batarse Moore               | 21   | 1.75     | Torreón          |
| Coahuila            | Ana Isabel Muñoz Ortiz             | 18   | 1.76     | Torreón          |
| Coahuila            | Amine Gómez Reynoso                | 20   | 1.70     | Torreón          |
| Distrito Federal    | Priscila Alejandra González Valles | 19   | 1.80     | Ciudad de México |
| Distrito Federal    | Stephanie Pavlovich Rosas          | 20   | 1.74     | Ciudad de México |
| Durango             | Arlene Nevárez Ortega              | 18   | 1.74     | Durango          |
| Estado de México    | Tánneke Mariscal Gutiérrez         | 22   | 1.73     | Toluca           |
| Guanajuato          | Laura Fernanda Verdín Martínez     | 19   | 1.76     | León             |
| Guanajuato          | Ángela Sandoval Cantú              | 21   | 1.69     | León             |
| Jalisco             | Karina López Pérez                 | 22   | 1.78     | Jalostotitlán    |
| Jalisco             | Ana Paola Sifuentes Gutiérrez      | 20   | 1.76     | Guadalajara      |
| Michoacán           | Vanessa Paredes Soto               | 23   | 1.70     | Huetamo          |
| Morelos             | Natalia Pérez Suárez               | 22   | 1.76     | Cuernavaca       |
| Nayarit             | Yisa Daniela Ortiz Palacios        | 19   | 1.70     | Tepic            |
| Nuevo León          | Silvia Priscila Perales Elizondo   | 22   | 1.74     | Monterrey        |
| Puebla              | Karla Verónica Jiménez Amezcua     | 22   | 1.69     | Puebla           |
| Puebla              | Irántzu Herrero Eguíluz            | 21   | 1.70     | Puebla           |
| Querétaro           | Diana Pereyra San Román            | 19   | 1.85     | Querétaro        |
| Quintana Roo        | Erika Argüello Loria               | 19   | 1.68     | Chetumal         |
| Sinaloa             | Alondra del Carmen Robles Dobler   | 18   | 1.75     | Mazatlán         |
| Sonora              | Jazmín Hurtado Parker              | 20   | 1.73     | Hermosillo       |
| Sonora              | Ana Patricia Gámez Montes          | 18   | 1.73     | Navojoa          |
| Tamaulipas          | Lorena Ramos Paredes               | 20   | 1.76     | Matamoros        |
| Tamaulipas          | Julia María Muñoz González         | 21   | 1.75     | Tampico          |
| Veracruz            | Cindy Cajuste Sequeira             | 22   | 1.78     | Poza Rica        |
| Yucatán             | Mariana Ancona García              | 21   | 1.77     | Mérida           |
| Zacatecas           | Diana Karimen Jiménez Pérez        | 21   | 1.75     | Zacatecas        |

## Sobre los Estados en Nuestra Belleza México 2005

### Estados designados a la competencia
| - Baja California - Marcela Rubio - Baja California Sur - Irina Trasviña - Coahuila - Ana Isabel Muñoz - Coahuila - Amine Gómez - Distrito Federal - Stephanie Pavlovich | - Guanajuato - Ángela Sandoval - Jalisco - Ana Paola Sifuentes - Puebla - Irántzu Herrero - Sonora - Ana Patricia Gámez - Tamaulipas - Julia Muñoz |

### Estados que se retiran de la competencia
- Chihuahua
- Guerrero
- San Luis Potosí

### Estados que regresan a la competencia
- Compitieron por última vez en 2003:
  -  Morelos
  -  Querétaro
  -  Quintana Roo

- Compitieron por última vez en 2002:
  -  Aguascalientes
  -  Estado de México

## Crossovers
| Miss Universo - 2006: Nuevo León - Priscila Perales (Top 10) Miss Mundo - 2006: Puebla - Karla Jiméne (Top 17) Miss Internacional - 2007: Nuevo León - Priscila Perales (Ganadora) - 2006: Sinaloa - Alondra Robles Miss Tourism Queen International - 2006: Sinaloa - Alondra Robles Miss Atlántico Internacional - 2007: Morelos - Natalia Pérez (1ª Finalista) Best Model of the World - 2006: Morelos - Natalia Pérez Miss Continente Americano - 2006: Zacatecas - Diana Jiménez Nuestra Belleza Latina - 2010: Sonora - Ana Patricia Gámez (Ganadora) Reinado Internacional del Café - 2006: Baja California Sur - Daniela Cosío Miss Costa Maya International - 2006: Veracruz - Cindy Cajuste (1ª Finalista) Miss Turismo México - 2006: Sinaloa - Alondra Robles (Ganadora) Nuestra Belleza Baja California - 2005: Baja California - Marcela Rubio (1ª Finalista) | Nuestra Belleza Baja California Sur - 2005: Baja California Sur - Irina Trasviña (1ª Finalista) Nuestra Belleza Coahuila - 2005: Coahuila - Ana Isabel Muñoz (1ª Finalista) - 2005: Coahuila - Amine Gómez (2ª Finalista) Nuestra Belleza Distrito Federal - 2005: Distrito Federal - Stephanie Pavlovich (1ª Finalista) Nuestra Belleza Guanajuato - 2005: Guanajuato - Ángela Sandoval (1ª Finalista) Nuestra Belleza Jalisco - 2005: Jalisco - Ana Paola Sifuentes (1ª Finalista) - 2004: Zacatecas - Diana Jiménez Nuestra Belleza Nuevo León - 2005: Nuevo León - Priscila Perales (1ª Finalista) Nuestra Belleza Puebla - 2005: Puebla - Irántzu Herrero (1ª Finalista) Nuestra Belleza Sonora - 2005: Sonora - Ana Patricia Gámez (1ª Finalista) Nuestra Belleza Tamaulipas - 2005: Tamaulipas - Julia Muñoz (1ª Finalista) Señorita Turismo Región de los Altos - 2004: Jalisco - Karina López (Ganadora) - 2002: Zacatecas - Diana Jiménez Señorita Jalostotitlán - 2004: Jalisco - Karina López (Ganadora) - 2002: Zacatecas - Diana Jiménez (Ganadora) |